# Połoczany
Połoczany (biał. Палачаны, ros. Полочаны) – agromiasteczko na Białorusi, w obwodzie mińskim, w rejonie mołodeckim, w sielsowiecie Połoczany, którego jest siedzibą.
W Połoczanach znajdują się kościół rzymskokatolicki, cerkiew prawosławna i stacja kolejowa Połoczany na linii Mołodeczno – Lida. Siedziba parafii prawosławnej (pw. Narodzenia Matki Bożej) i rzymskokatolickiej (pw. św. Rocha).
Za czasów carskich i w II Rzeczypospolitej siedziba gminy Połoczany.
Obecna wieś składa się z czterech dawnych wsi: Połoczany, Czerepy, Oborek i Łapińce. Prócz Połoczan największą wsią był Oborek, który w XIX w. był siedzibą okręgu wiejskiego i parafii katolickiej W Oborku urodził się Leonard Chodźko.

## Historia
W czasach zaborów wieś w okręgu wiejskim Oborek, w gminie Połoczany, w powiecie oszmiańskim, w guberni wileńskiej Imperium Rosyjskiego.W 1866 roku liczyła 95 mieszkańców w 11 domach, należała do dóbr Jachimowszczyzna, własność Prószyńskich.
W latach 1921–1945 wieś, osada, folwark i osada kolejowa leżały w Polsce, w województwie wileńskim, w powiecie wołożyńskim, a od 1927 w powiecie mołodeckim, w gminie Połoczany.
W 1931 zamieszkiwało: 
- wieś w 46 domach 275 osób[6].
- folwark w 3 domach 57 osób[6].
- osadę w 1 domu 6 osób[6].
- osadę kolejową 14 osób[6].

Wierni należeli do parafii rzymskokatolickiej w Oborku i prawosławnej w Hrozdowie. Miejscowość podlegała pod Sąd Grodzki w Mołodecznie i Okręgowy w Wilnie; właściwy urząd pocztowy mieścił się w Połoczanach.

## Przynależność państwowa i administracyjna
- ?–1917  Imperium Rosyjskie, gubernia wileńska, powiat oszmiański
- 1917–1919  Rosyjska FSRR
- 1919–1920  Polska, Zarząd Cywilny Ziem Wschodnich, okręg wileński, powiat oszmiański
- 1920–1920  Rosyjska FSRR
- 1920–1945[b]  Polska
  - województwo:
    - okręg nowogródzki (1920–1921)
    - nowogródzkie (1921–1927)
    - wileńskie (od 1927)

  - powiat:
    - wołożyński (1920–1927)
    - mołodecki (od 1927)
- 1945–1991  ZSRR, Białoruska SRR
- od 1991  Białoruś

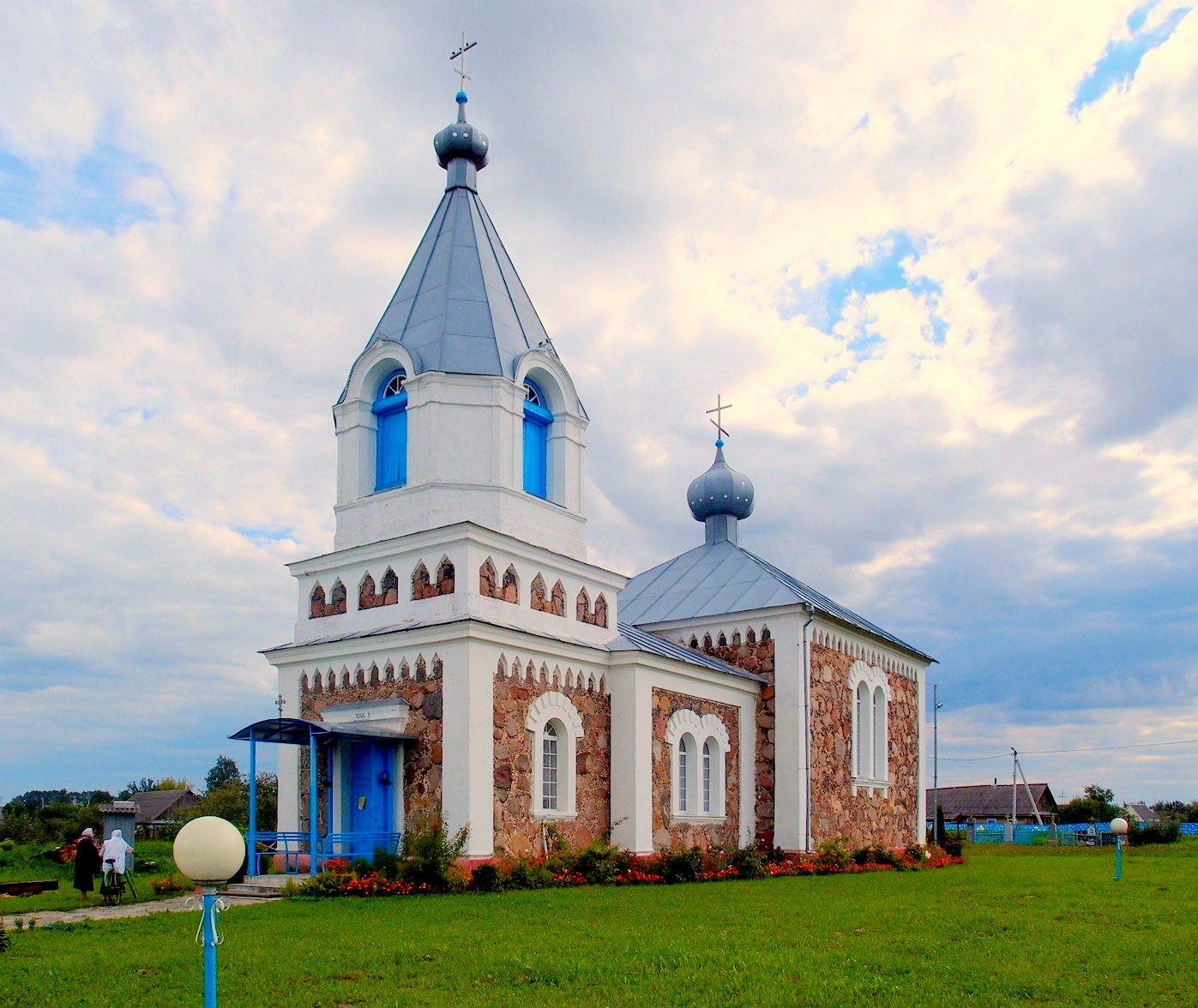
Cerkiew Narodzenia Matki Bożej
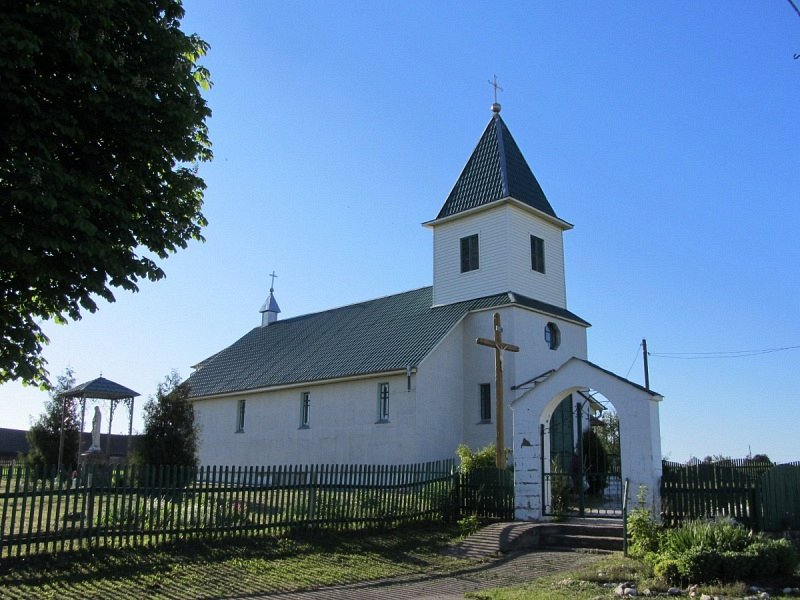
Kościół św. Rocha
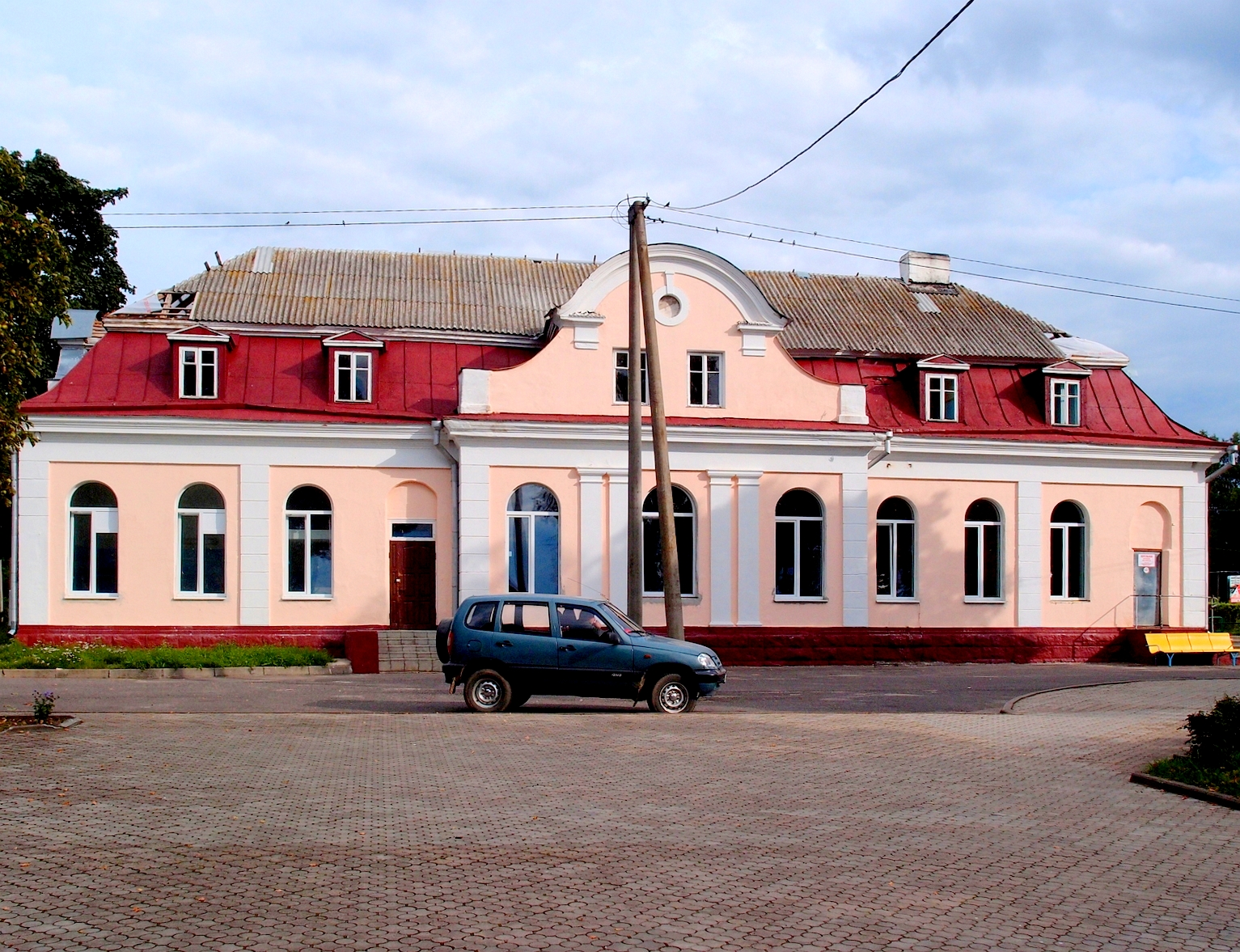
Stacja kolejowa